# 微花蛛属
微花蛛属（学名：Micromisumenops）是蟹蛛科下的一个属。

## 下属物种
本属包括以下物种：
- 秀山微花蛛 Micromisumenops xiushanensis (Song & Chai, 1990)，分布于四川秀山